# Regiunea Andijan
Andjian este o regiune  în  statul Uzbekistan. Reședința sa este orașul Andijan.